# Akapala rudis
Akapala rudis är en stekelart som först beskrevs av John Obadiah Westwood 1874.  Akapala rudis ingår i släktet Akapala och familjen Eucharitidae. Inga underarter finns listade i Catalogue of Life.